# Crystal Kelly Turnier 2007
Die Crystal Kelly Trophy 2007 war die 14. Auflage dieses Einladungsturniers, das seit 1994 jährlich bis 2011 in der Disziplin Dreiband der Billardvariante Karambolage ausgetragen wurde. Sie fand vom 7. bis zum 13. Juni 2007 in Monte-Carlo statt.

## Spielmodus
Das Turnier wurde im Round-Robin-Modus mit acht Teilnehmern ausgetragen.

## Turnierkommentar
Sieger wurde der Niederländer Dick Jaspers.

## Ergebnisse
| Name              | PP | Pkte | Aufn | GD    | HS |
| ----------------- | -- | ---- | ---- | ----- | -- |
| Dick Jaspers      | 2  | 50   | 16   | 3,125 | 13 |
| Raimond Burgman   | 0  | 17   | 16   | 1,062 | 5  |
| Semih Saygıner    | 2  | 50   | 38   | 1,315 | 6  |
| Frédéric Caudron  | 0  | 44   | 38   | 1,157 | 9  |
| Torbjörn Blomdahl | 2  | 50   | 36   | 1,388 | 8  |
| Raymond Ceulemans | 0  | 38   | 36   | 1,055 | 6  |
| Daniel Sánchez    | 2  | 50   | 24   | 2,083 | 9  |
| Frans van Kuijk   | 0  | 41   | 24   | 1,708 | 9  |

| Name              | PP | Pkte | Aufn | GD    | HS |
| ----------------- | -- | ---- | ---- | ----- | -- |
| Torbjörn Blomdahl | 2  | 50   | 31   | 1,612 | 13 |
| Frédéric Caudron  | 0  | 48   | 31   | 1,548 | 8  |
| Semih Saygıner    | 2  | 50   | 29   | 1,724 | 10 |
| Frans van Kuijk   | 0  | 31   | 29   | 1,068 | 6  |
| Raymond Ceulemans | 1  | 50   | 33   | 1,515 | 7  |
| Dick Jaspers      | 1  | 50   | 33   | 1,515 | 8  |
| Daniel Sánchez    | 2  | 50   | 32   | 1,562 | 10 |
| Raimond Burgman   | 0  | 46   | 32   | 1,437 | 5  |

| Name              | PP | Pkte | Aufn | GD    | HS |
| ----------------- | -- | ---- | ---- | ----- | -- |
| Dick Jaspers      | 2  | 50   | 17   | 2,941 | 12 |
| Frans van Kuijk   | 0  | 20   | 17   | 1,176 | 4  |
| Semih Saygıner    | 2  | 50   | 26   | 1,923 | 10 |
| Raymond Ceulemans | 0  | 29   | 26   | 1,115 | 6  |
| Frédéric Caudron  | 2  | 50   | 20   | 2,500 | 7  |
| Daniel Sánchez    | 0  | 35   | 20   | 1,750 | 6  |
| Raimond Burgman   | 2  | 50   | 26   | 1,923 | 1  |
| Torbjörn Blomdahl | 0  | 47   | 26   | 1,807 | 7  |

| Name              | PP | Pkte | Aufn | GD    | HS |
| ----------------- | -- | ---- | ---- | ----- | -- |
| Dick Jaspers      | 2  | 50   | 19   | 2,631 | 10 |
| Frédéric Caudron  | 0  | 38   | 19   | 2,000 | 5  |
| Raimond Burgman   | 2  | 50   | 21   | 2,380 | 13 |
| Semih Saygıner    | 0  | 28   | 21   | 1,333 | 5  |
| Daniel Sánchez    | 2  | 50   | 30   | 1,666 | 8  |
| Raymond Ceulemans | 0  | 44   | 30   | 1,466 | 5  |
| Frans van Kuijk   | 2  | 50   | 28   | 1,785 | 9  |
| Torbjörn Blomdahl | 0  | 40   | 28   | 1,428 | 5  |

| Name              | PP | Pkte | Aufn | GD    | HS |
| ----------------- | -- | ---- | ---- | ----- | -- |
| Daniel Sánchez    | 2  | 50   | 15   | 3,333 | 13 |
| Semih Saygıner    | 0  | 12   | 15   | 0,800 | 4  |
| Dick Jaspers      | 2  | 50   | 21   | 2,380 | 7  |
| Torbjörn Blomdahl | 0  | 37   | 21   | 1,761 | 8  |
| Raimond Burgman   | 2  | 50   | 31   | 1,612 | 9  |
| Raymond Ceulemans | 0  | 24   | 31   | 0,774 | 5  |
| Frédéric Caudron  | 2  | 50   | 31   | 1,612 | 9  |
| Frans van Kuijk   | 0  | 48   | 31   | 1,548 | 7  |

| Name              | PP | Pkte | Aufn | GD    | HS |
| ----------------- | -- | ---- | ---- | ----- | -- |
| Torbjörn Blomdahl | 2  | 50   | 28   | 1,785 | 8  |
| Daniel Sánchez    | 0  | 39   | 28   | 1,392 | 10 |
| Dick Jaspers      | 2  | 50   | 30   | 1,666 | 7  |
| Semih Saygıner    | 0  | 49   | 30   | 1,633 | 8  |
| Frédéric Caudron  | 2  | 50   | 25   | 2,000 | 8  |
| Raymond Ceulemans | 0  | 30   | 25   | 1,200 | 5  |
| Raimond Burgman   | 2  | 50   | 28   | 1,785 | 7  |
| Frans van Kuijk   | 0  | 27   | 28   | 0,964 | 6  |

| Name              | PP | Pkte | Aufn | GD    | HS |
| ----------------- | -- | ---- | ---- | ----- | -- |
| Dick Jaspers      | 0  | 37   | 19   | 1,947 | 6  |
| Daniel Sánchez    | 2  | 50   | 19   | 2,631 | 8  |
| Frans van Kuijk   | 2  | 50   | 37   | 1,351 | 4  |
| Raymond Ceulemans | 0  | 44   | 37   | 1,189 | 5  |
| Torbjörn Blomdahl | 2  | 50   | 22   | 2,272 | 7  |
| Semih Saygıner    | 0  | 24   | 22   | 1,090 | 3  |
| Raimond Burgman   | 2  | 50   | 27   | 1,851 | 8  |
| Frédéric Caudron  | 0  | 34   | 27   | 1,259 | 5  |

## Abschlusstabelle
| Platz                      | Name              | MP | Pkte. | Aufn. | GD    | BED   | HS |
| -------------------------- | ----------------- | -- | ----- | ----- | ----- | ----- | -- |
| 1                          | Dick Jaspers      | 11 | 337   | 155   | 2,174 | 3,125 | 13 |
| 2                          | Daniel Sánchez    | 10 | 324   | 168   | 1,928 | 3,333 | 13 |
| 3                          | Raimond Burgman   | 10 | 313   | 181   | 1,719 | 2,380 | 13 |
| 4                          | Torbjörn Blomdahl | 8  | 324   | 192   | 1,687 | 2,272 | 13 |
| 5                          | Frédéric Caudron  | 6  | 314   | 191   | 1,643 | 2,500 | 9  |
| 6                          | Semih Saygıner    | 6  | 263   | 181   | 1,453 | 1,923 | 10 |
| 7                          | Frans van Kuijk   | 4  | 267   | 194   | 1,376 | 1,785 | 9  |
| 8                          | Raymond Ceulemans | 1  | 259   | 218   | 1,188 | 1,515 | 7  |
| Turnierdurchschnitt: 1,622 |                   |    |       |       |       |       |    |